# Kwame Watson-Siriboe
Kwame Watson-Siriboe est un joueur de soccer américain né le 13 novembre 1986 à Chino Hills en Californie. Il évolue actuellement au New York City Football Club en MLS.

## Biographie

### Parcours collégial et amateur
Watson-Siriboe fait ses études à la Canyon High School en Californie et joue pour les Pateadores avant d'évoluer dans la ligue collégiale à l'Université du Connecticut. Il apparaît à plus de 60 occasions sous le maillot des Huskies, marquant trois buts dans la catégorie senior en 2009. Il reçoit le prix de l' Eric S. Lund Award pour avoir été le joueur à mieux progresser en 2007, et il est nommé Big East Co-Defender of the Year en 2009.
Durant ses années au collège, il joue aussi un match pour les Westchester Flames dans la Premier Development League.

### Parcours professionnel
Watson-Siriboe est drafté par le Fire de Chicago durant le deuxième tour de la SuperDraft de MLS 2010. Il fait ses débuts professionnels le 3 avril 2010 face aux Colorado Rapids.
Le 3 juin 2011, Watson-Siriboe est prêté aux Rowdies de Tampa Bay en North American Soccer League pour le restant de la saison 2011. Il débute sous le maillot de Tampa le 4 juin lors d'une défaite 2-1 face aux Railhawks de la Caroline. Il retourne à Chicago à la fin de la saison 2011.
Watson-Siriboe est échangé au Real Salt Lake le 27 juin 2012 lors du quatrième tour de la SuperDraft de MLS 2014.
Le 11 août 2014, il est échangé au New York City Football Club lors du quatrième tour de la SuperDraft de MLS 2016. Étant donné que le club n'entrera en MLS qu'en 2015, il est prêté jusqu'en janvier aux Railhawks de la Caroline.

### Parcours international
Watson-Siriboe est membre de l'équipe des États-Unis U18 qui joue en Argentine en 2004.